# Mohéroví medvídci

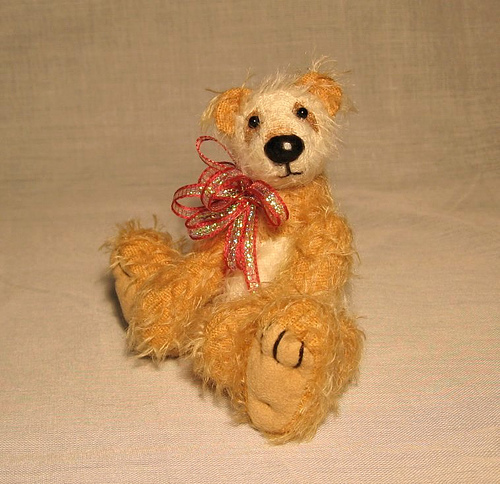
Originální autorský mohérový medvídek

Mohéroví medvídci jsou v zahraničí populární, jejich šití je oblíbeným koníčkem a navrhování medvídků je považováno za umění. Medvídci mívají vysokou sběratelskou hodnotu (1000 USD není výjimkou) nejen kvůli materiálu, ze kterého jsou ušiti, ale zejména kvůli originálnímu designu a osobitému stylu každého medvědího umělce. Medvídci mívají skleněné oči (černé či různě barevně), vyšívaný čumáček a drápky na tlapkách. K jejich zdobení a dotvoření charakteru se používá mnoho technik, jako například vyšívání, airbrush a jiné.

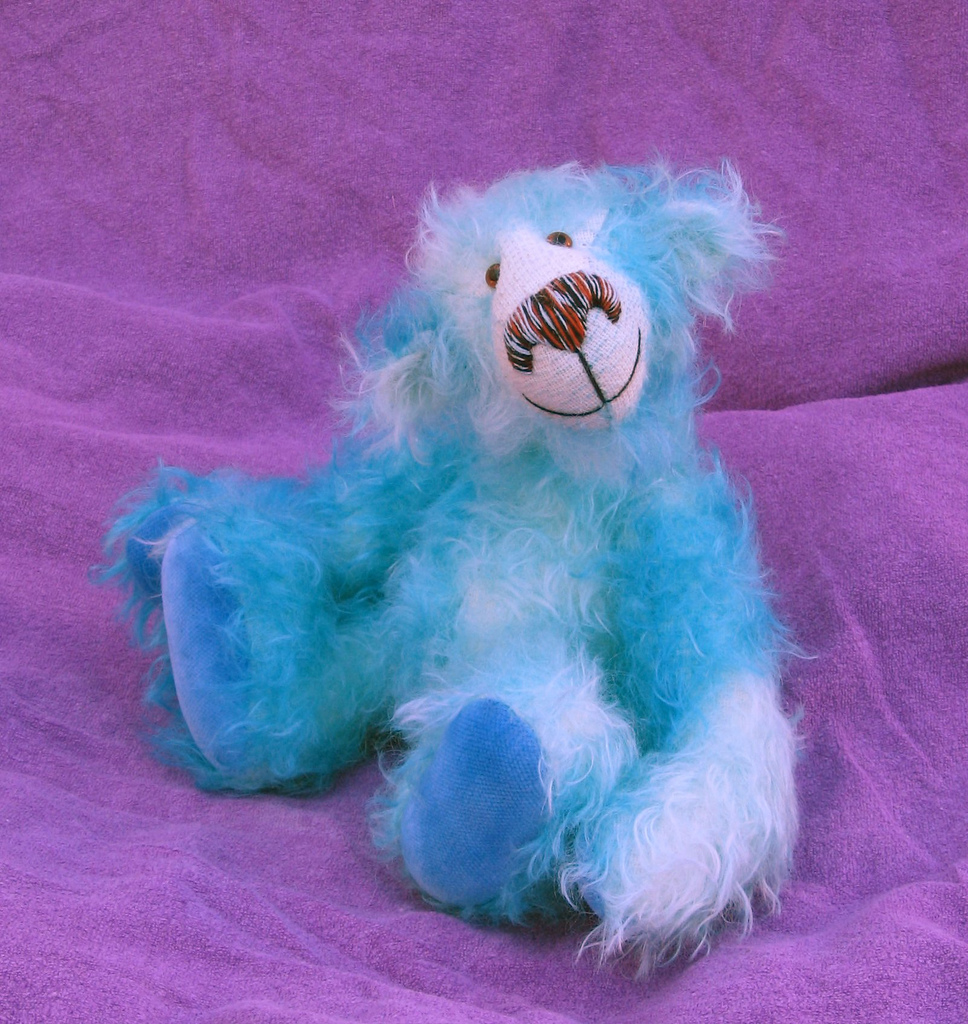
Originální autorský mohérový medvídek z mohéru ručně nabarveného potravinářským barvivem

Alternativními materiály na výrobu medvídků jsou též syntetické tkaniny s vlasem, alpaka (vyráběná stejně jako mohér, ale z vlny lamy Alpaky) či bavlna. V Česku je toto odvětví ručních prací prakticky neznáme a mohérová tkanina se u nás nevyrábí ani neprodává.
Vzhledem k tomu, že mohér je vlákno živočišného původu, lze jej (stejně jako vlnu či hedvábí) pohodlně barvit potravinářskými barvivy, čehož mnoho tvůrců využívá a barví si vlastní odstíny látek. Často využívanou technikou je batika či malba štětcem. K fixaci barviva lze použít mikrovlnné trouby, do které se vloží mikrotenový sáček naplněný látkou namočenou v roztoku barviva. Stejným způsobem lze samozřejmě barvit i libovolnou vlněnou přízi.